# Le Luc
Le Luc là một xã ở tỉnh Var trong vùng Provence-Alpes-Côte d’Azur, Pháp. Xã này có diện tích 44,16 km², dân số năm 2006 là 8711 người. Xã này nằm ở khu vực có độ cao trung bình 150 mét trên mực nước biển.

## Biến động dân số
| 1793  | 1800  | 1806  | 1821  | 1831  | 1836  | 1841  | 1846  | 1851  |
| ----- | ----- | ----- | ----- | ----- | ----- | ----- | ----- | ----- |
| 3 060 | 2 766 | 3 020 | 3 572 | 3 580 | 3 562 | 3 441 | 3 597 | 3 686 |

| 1856  | 1861  | 1866  | 1872  | 1876  | 1881  | 1886  | 1891  | 1896  |
| ----- | ----- | ----- | ----- | ----- | ----- | ----- | ----- | ----- |
| 3 650 | 3 751 | 3 396 | 3 395 | 3 526 | 3 110 | 2 929 | 2 875 | 2 746 |

| 1901  | 1906  | 1911  | 1921  | 1926  | 1931  | 1936  | 1946  | 1954  |
| ----- | ----- | ----- | ----- | ----- | ----- | ----- | ----- | ----- |
| 2 759 | 2 789 | 2 669 | 2 222 | 2 555 | 2 632 | 2 861 | 2 842 | 3 003 |

| 1962                                         | 1968  | 1975  | 1982  | 1990  | 1999  | 2006  | - | - |
| -------------------------------------------- | ----- | ----- | ----- | ----- | ----- | ----- | - | - |
| 3 610                                        | 4 266 | 5 626 | 6 049 | 6 929 | 7 282 | 8 711 | - | - |
| Số liệu kể từ 1962 : dân số không tính trùng |       |       |       |       |       |       |   |   |